# Vanicléia Silva Santos
Vanicleia Silva Santos (Bahia) é doutora em História pela Universidade de São Paulo (USP). Sua pesquisa se concentra na História da África e suas diásporas. Trabalhou na curadoria de exposições nos Estados Unidos e no Brasil. É curadora da Coleção Africana do Penn Museum da Universidade da Pensilvânia (UPENN) e docente do Departamento de Estudos Africanos. Antes de se mudar para os Estados Unidos, foi professora associada de História da África na Universidade Federal de Minas Gerais (UFMG), de 2010 a 2022, onde continua orientando mestrandos e doutorandos.
Silva Santos é membro do Comitê Científico Internacional da Organização das Nações Unidas para a Educação, a Ciência e a Cultura (UNESCO) para a Segunda Fase da História Geral da África. Ela é a editora do Volume X da História Geral da África, importante volume publicado em 2023 e aborda a história e as relações entre a África e suas diásporas ao redor do mundo.

## Início
Em 1998, Silva Santos formou-se em História pela Universidade do Estado da Bahia (UNEB-Jacobina). Em 2001, concluiu o mestrado em História pela Pontifícia Universidade Católica de São Paulo (PUC/SP), no qual defendeu a dissertação de mestrado intitulada "Sons, Danças e Ritmos: Uma Micareta em Jacobina, Bahia (1920-1950).
As obras publicadas de Silva Santos examinam a formação de coleções, cultura material africana, seus significados, contextos de produção, insígnias de poder, circulação e a essencialidade de objetos para contar a história dos povos negros.

## Carreira acadêmica

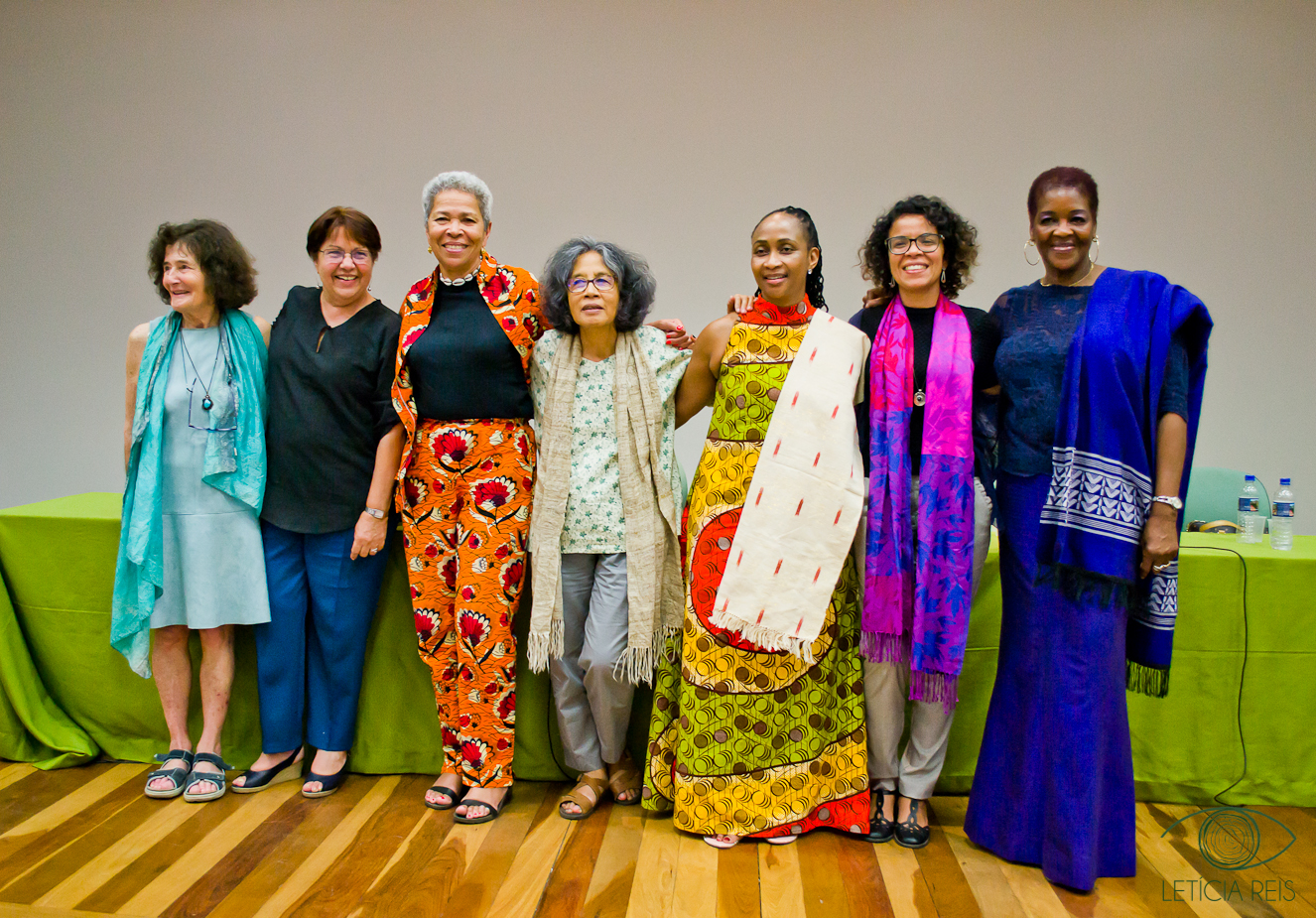
Mulheres do Comitê Científico Internacional da UNESCO para o Volume X da História Geral da África: Diásporas Africanas, em Belo Horizonte, UFMG, 2018

A professora Silva Santos trabalhou em instituições em várias partes do mundo com longas passagens pelo Brasil, Moçambique e Estados Unidos. De 2004 a 2007, trabalhou como pesquisadora e educadora no Museu Afro-Brasil, em São Paulo e esta experiência a aproximou da história da produção artística negra na África e nas diásporas africanas. O Museu Afro-Brasil deu origem ao seu trabalho curatorial, à sua pesquisa histórica e à formação museológica. Foi professora visitante na Universidade Estadual do Tocantins (UNITINS), entre 2002 e 2003, na Universidade do Estado da Bahia (UNEB), entre 2009 e 2010, e na Universidad de Buenos Aires (UBA), na Argentina, em 2014. De 2010 a 2022, foi professora no Departamento de História da UFMG, ensinando História da África, e atuou como Diretora do Centro de Estudos Africanos (CEA/UFMG). Em 2018, ela se tornou professora Associada da UFMG. No final de 2019, passou a trabalhar na Universidade da Pennsylvania.[carece de fontes?]
Silva Santos coordenou projetos voltados para a História da África e das diásporas nas universidades onde atuou. Na UNEB, liderou os projetos “A inquisição no sertão da Bahia no século XVIII” (2009) e “A inquisição em Angola (Séculos XVI ao XVIII)” (2012). Estes projetos estudaram a Inquisição portuguesa em relação às práticas religiosas dos povos africanos dentro e fora da África, no contexto da inserção do cristianismo na região. Em 2015, recebeu uma bolsa de pós-doutoramento na University of Texas, onde continuou pesquisando sobre o tema. Na UFMG, liderou um Projeto de Pesquisa sobre História das Relações Internacionais entre Brasil e Moçambique (2013-2014). Também coordenou com José da S. Horta (Universidade de Lisboa) o projeto bilateral “Produção, Circulação e Utilização de Marfins Africanos no Espaço Atlântico entre os Séculos XV e XI” (2014-2021).
Seu trabalho tem avançado na descolonização de espaços universitários e de pesquisa. A professora Silva Santos incentiva a produção de pesquisas que considerem perspectivas globais, internacionais e transnacionais, além de focar em abordagens que não percam "de vista a ligação entre a pesquisa acadêmica e o engajamento social e cívico".[carece de fontes?] Ela esteve envolvida em organizações que ajudam a promover o conhecimento além dos muros da academia e promover outras formas de pesquisa. Entre 2012 e 2014, Vanicleia foi vice-presidenta da  Associação Brasileira de Estudos Africanos (ABE-ÁFRICA) e desde 2018 coordena o grupo de pesquisa “Áfricas: história, política e cultura / UFMG”.

## Pesquisas

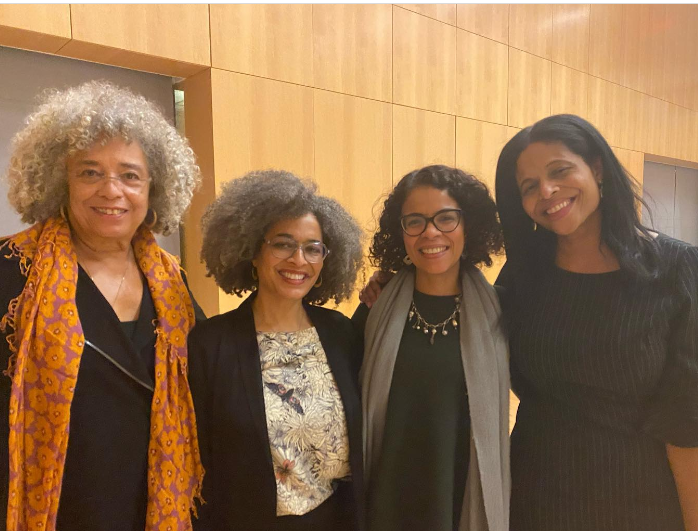
Vanicleia ao lado das professoras – Gina Dent (Feminist Studies Department – Universidade da Califórnia), Margo N. Crawford (Professor of English and Director of the Center for Africana Studies in Penn Arts & Sciences); e da ativiststa e intelectual Angela Davis

Com uma carreira baseada na interdisciplinaridade, a pesquisa de Silva Santos se concentra na centralidade da cultura material nas sociedades africanas e na diáspora. Sua pesquisa utiliza vários tipos de fontes e arquivos coloniais, incluindo manuscritos do Santo Ofício português, cartas, registros europeus e africanos, história oral, imagens, mapas, artefatos museológicos e sítios arqueológicos.[carece de fontes?]
A agenda de pesquisa de Silva Santos é entender como o conhecimento africano moldou a vida dos negros na África e em sua diáspora. Entre suas principais contribuições aos estudos africanistas está sua mais recente publicação "Marfins Africanos como Insígnias de Poder: Contextos de Produção e Usos Dentro e Fora da África".[carece de fontes?] Seu trabalho no Penn Museum oferece ao público uma nova maneira de curadoria de museus, objetos e narrativas, revisando criticamente os arquivos e as palavras das narrativas históricas ocidentais. 

## Produção acadêmica
| Ano de Publicação | Tipo              | Título | Registro                                      | Ref.   |
| ----------------- | ----------------- | --- | --------------------------------------------- | ------ |
| 2023              | LIVRO             | Marfins Africanos como Insígnias de Poder: Contextos de Produção e Usos Dentro e Fora da África.                                  | ISBN 978-85-8054-589-9                        | [ 11 ] |
| 2023              | LIVRO             | 'História Geral da África': África e Suas Diásporas (Volume 10). UNESCO.                                                          | ISBN 978-65-86603-32-3                        | [ 12 ] |
| 2023              | CAPÍTULO DE LIVRO | Estatuetas de Santo Antônio de marfim do Congo no Brasil? Uma análise sobre a produção artística e a cultura visual no Atlântico. | ISSN: 0002-0591 (impresso) 1981-1411 (online) | [ 13 ] |
| 2023              | ARTIGO CIENTÍFICO | História da África pré-colonial em tempos pós-coloniais: mesa-redonda                                                             |                                               | [ 14 ] |
| 2023              | ARTIGO CIENTÍFICO | A Cultura Material em Práticas Funerárias no Oeste Africano (Séculos 16-17)                                                       |                                               | [ 15 ] |
| 2023              | ARTIGO CIENTÍFICO | A formação da Coleção Africana do Museu de Arqueologia e Antropologia da Universidade da Pensilvânia, final do século XIX.        | ISSN: 0002-0591 (impresso) 1981-1411 (online) | [ 16 ] |
| 2021              | ARTIGO CIENTÍFICO | Mulheres africanas nas redes dos agentes da Inquisição de Lisboa: o caso de Crispina Peres, em Cacheu, século XVII.               |                                               | [ 17 ] |
| 2018              | LIVRO             | Arqueologia e história da cultura material na África e na diáspora africana                                                       |                                               | [ 18 ] |
| 2018              | LIVRO             | O comércio de marfim no Mundo Atlântico: circulação e produção (séculos XV a XIX).                                                | ISBN 978-85-68158-16-6                        |        |
| 2017              | LIVRO             | O Marfim no Mundo Moderno: Comércio, circulação, fé e status social (Séculos XVI-XIX).                                            | ISBN 978-85-68158-16-6                        | [ 19 ] |
| 2016              | ARTIGO CIENTÍFICO | Uma política de ossos: as relíquias católicas na África e o culto aos mortos (1564-1665)                                          |                                               | [ 20 ] |

### Outras Produções
| Ano  | Tipo                                                     | Nome | Instituição/Portal                                   |
| ---- | -------------------------------------------------------- | --- | ---------------------------------------------------- |
|      | Menções Relevantes: Artigo de opinião (imprensa)         | “O patuá nasce de recriações da cultura negra na diáspora”                                                                                                   | Editorial “Em Cantos” (Correio de Futuro)            |
| 2023 | Participação em Eventos: Roda de Conversa                | African Ivory Research Network Seminar #4 | Universidade de Lisboa                               |
| 2021 | Menções Relevantes: Artigo de opinião (imprensa)         | 'Os africanos civilizaram o Brasil', diz pesquisadora da história negra no país                                                                              | Jornal 'O Tempo'                                     |
| 2021 | Participação em Eventos: Palestrante                     | Dia Internacional de África | LEAFRO/UNEB                                          |
| 2021 | Participação em Eventos: Palestrante                     | História social de uma vila africana: Cacheu no século XVII                                                                                                  | UFAM - Arqueologia da África                         |
| 2021 | Menções Relevantes: Artigo de opinião (portal acadêmico) | A África e sua diáspora em Úrsula | Terapia Política                                     |
| 2019 | Participação em Eventos: Palestrante                     | Seminário "África, Margens e Oceanos" 1. Seminário 'África, Margens e Oceanos: Perspectivas de História Social'                                              | IFCH-Unicamp                                         |
| 2019 | Participação em Eventos: Vídeo colaborativo              | A história africana não se resuma ao período da escravidão                                                                                                   | Bruge Diversidade e Inclusão                         |
| 2019 | Participação em Eventos: Roda de Conversa                | "A importância do movimento negro para agenda da história da África no Brasil"                                                                               | E. E. Cleophânia Galvão da Silva & Instituto Zimbauê |
| 2019 | Menções Relevantes: Aparição em evento                   | November 2019 marks the beginning of a new era for the Penn Museum, formally known as the University of Pennsylvania Museum of Archaeology and Anthropology. | The University of Pennsylvania Museum of Archaeology |
| 2018 | Menções Relevantes: Artigo de opinião (imprensa)         | Cientistas negras no Brasil: elas existem? | Ciência Hoje                                         |
| 2018 | Participação em Eventos: Roda de Conversa                | Varia Historia + VII EPHIS - Vanicleia Santos e Juliana Bevilacqua                                                                                           | Varia Historia + VII EPHIS                           |
| 2017 | Participação em Eventos: Roda de Conversa                | I Seminário Internacional: Patrimônio, História Intelectual e Cultura na África Ocidental                                                                    | Centro de Estudos Africanos da UFMG                  |
| 2017 | Menções Relevantes: Aparição em evento                   | Seminário acadêmico no Museu Mineiro | Museu Mineiro                                        |
| 2017 | Participação em Eventos: Mediação                        | Extensão, ensino e pesquisa: trabalhos desenvolvidos por acadêmicos negros                                                                                   | Confluências Negras                                  |
|      | Menções Relevantes: Aparição em evento                   | Palestrantes convidados: Museu do Samba | Museu do Samba                                       |

- Coletâneas
  - Cultura, história intelectual e patrimônio na África Ocidental (séculos XV-XX). Coorganizado com Leopoldo Amado, Taciana Resende e Alexandre Marcussi. Curitiba: Brazil Publishing, 2019. 368p.[21]
  - Arqueologia e história da cultura material na África e na diáspora africana (impresso). Coorganizado com Augustin Holl e Luis Cláudio P. Symanski. Curitiba: Brazil Publishing, 2018. 460p.
  - O comércio de marfim no Mundo Atlântico: circulação e produção (séculos XV a XIX). Coorganizado com René Gomes e Eduardo Paiva. Belo Horizonte: Clio Gestão Cultural e Editora, 2018. 306p.
  - O Marfim no Mundo Moderno: Comércio, circulação, fé e status sociais (Séculos XVI-XIX). Curitiba: Prisma, 2017. 340p.
  - África e Brasil no Mundo Moderno. Coorganizado com Eduardo Paiva. São Paulo: Annablume, 2012. 280p.
  - Estudos em História da África. Coorganizado com Thiago Mota. Revista de Ciências Humanas/ Univ. Federal de Viçosa. Viçosa: UFV, 2015. v. 14.
  - Fontes para a História da África. Revista E-HUM. 1. ed. Belo Horizonte: Ed.UNIBH, 2015. v. 8. 137p.
  - Nações, comércio e trabalho na África. Coorganizado com Alexandre Gebara. Revista Varia História/UFMG. 51. ed. Belo Horizonte: Ed.UFMG, 2013. v. 29. 290p.
  - História da África no Brasil: História e Historiografia. Coorganizado com Taciana Rezende. Revista Temporalidades. Belo Horizonte: Ed.UFMG, 2012. v. 4. 368p.